# Penélope Martins
Penélope Martins (Mogi das Cruzes, 1 de setembro de 1973) é uma escritora, poeta, narradora de histórias, produtora de conteúdo com reflexões sobre o desenvolvimento leitor e compositora brasileira.

## Biografia
Penélope Alessandra Martins, conhecida como Penélope Martins, nasceu em Mogi das Cruzes, município de São Paulo, em 1 de setembro de 1973. Formou-se advogada pela Faculdade de Direito de São Bernardo do Campo em 1997 e fez o curso de pós-graduação em Direito Constitucional com pesquisa em Direitos Humanos pela PUC-Campinas em 2005. Atuou na área jurídica até 2006, em grandes escritórios e multinacionais, quando decidiu interromper a carreira para se dedicar exclusivamente à escrita literária, arte de narrar histórias, pesquisa e compartilhamento de reflexões sobre o desenvolvimento leitor. Em suas ações como formadora de educadores e mediadores de leitura, aborda a questão da leitura e escrita como direitos e viabiliza acesso à informação para compreensão dos direitos humanos na interpretação de textos literários.[carece de fontes?]
Seu primeiro livro foi lançado em 2014. No mesmo ano, iniciou o projeto "Mar de Palavras", contando histórias brasileiras e portuguesas no Brasil e em Portugal. Em 2017, passou a atuar como arte-educadora com deficientes intelectuais, ampliando suas habilidades narrativas na leitura e na oralidade.[carece de fontes?] É criadora da revista virtual e do podcast "Toda hora tem história", ambos de fomento da palavra escrita e falada. Participa de coletivos de mulheres com poesia autoral e faz a curadoria do projeto "Mulheres que Leem Mulheres", com ações em diversas instituições culturais. 
Seus poemas adultos já foram publicados pelas revistas "Gueto", "Mallarmargens" e "Germina Literatura". Participa como autora do Clube de Leitores de Portugal. Seu romance "Minha vida não é cor-de-rosa" (2018), para o público jovem, abordando questões sobre a desigualdade de gênero e o assédio sexual sofrido na adolescência, foi ganhador do Prêmio Glória Pondé da Biblioteca Nacional e selecionado pelo Plano de Nacional do Livro Didático e Literário, em 2020, com ampla distribuição das escolas públicas de todo território brasileiro.[carece de fontes?]

## Livros publicados
- 2014 - A incrível história do menino que não queria cortar o cabelo (Folia de Letras)
- 2014 - Poemas do jardim: o primeiro catálogo de brincadeiras zoobotânicas poético-ilustradas (Cortez)
- 2014 - Quintalzinho  (Bolacha Maria)
- 2016 - Princesa de Coiatimbora (Dimensão)
- 2017 - Que amores de sons (com Alexandre Honrado, Editora do Brasil)[3]
- 2017 - Bammm: a banda mais monstruosa do mundo (com Leo Cunha e Alex Lutkus, Tribos)
- 2018 - Aventuras de Pinóquio (Panda Books)[4]
- 2018 - Minha vida não é cor-de-rosa (Editora do Brasil)[5]
- 2018 - Bulhufas, bugalhos bizarros (Editora de Cultura)
- 2018 - Que culpa é esta? (Patuá)
- 2019 - When we are we going to get there, Mommy Croc? (em inglês, Editora de Cultura)
- 2020 - Where would Mister Rabbit Be? (em inglês, Editora de Cultura)
- 2020 - Patavina (Editora do Brasil)[6]
- 2020 - Eu te escrevo da minha janela (poemas com Roseana Murray, autopublicação 2020)
- 2020 - A promessa do tempo (poemas com Roseana Murray, autopublicação)
- 2021 - Ainda assim te quero bem (com Caio Riter, Editora do Brasil)[7]
- 2021 - Balada do ogro solitário (Ciranda Cultural)[8]
- 2021 - Canção de ninar mamãe e papai (Ciranda Cultural)[9]
- 2021 - A viagem de Tula (com Alexandra Pericão, Editora de Cultura)
- 2021 - Onde andará o senhor coelho? (Editora de Cultura)
- 2021 - Falta muito, mamãe crocodilo? (Editora de Cultura)
- 2021 - Pato ele não é (Editora Krauss)
- 2021 - Família Papelão (Editora Roda e Cia)
- 2022 - Céu vermelho (Caraminhoca)[10]
- 2022 - Histórias de acordar (coletânea com vários autores, Parabolé)
- 2022 - Uma boneca para Menitinha (com Tiago de Melo Andrade, Caixote)[11]
- 2022 - A dona dos ovos (Panda Books)[12]
- 2022 - Fifi e Manolo (Editora do Brasil)[13]

## Prêmios
- 2022 - V Prêmio AEILIJ de Literatura 2022 - Melhor texto juvenil - Ainda assim te quero bem[14]
- 2019 - Prêmio Glória Pondé - Biblioteca Nacional - Melhor romance juvenil - Minha vida não é cor-de-rosa[15]